# Huntington Library
La Huntington Library è un istituto culturale fondato da Henry E. Huntington a San Marino, in California.
La biblioteca comprende una vasta collezione di mappe e manoscritti antichi, tra cui una copia della Bibbia di Gutenberg. Oltre alla biblioteca, la libreria comprende una collezione d'arte di dipinti inglesi, un vasto giardino botanico con una ricca collezione di cactus, un giardino zen e un giardino cinese.